# Dic de Kokaral
El dic de Kokaral o Kok-Aral és una presa de formigó construïda al nord del que va ser el mar d'Aral. L'obra va ser conclosa a l'agost de 2005.
El principal motiu de la construcció de la presa d'aigua és la dessecació significativa del mar d'Aral, a causa del cabal cada cop més baix de l'Amudarià i del Sirdarià. Per ordre de Josef Stalin, el 1950, una gran població, per deportació massiva, s'hi va establir per a realitzar el seu projecte: un gegantí lloc agrícola. Atès que la URSS tenia un elevat requeriment de producció, es va cultivar un milió de tones de cotó cada any des del 1960 fins al 1970, prenent el 60% del cabal dels dos rius. L'aigua que arriba al mar d'Aral ha passat d'aquesta manera de 55 a 7 milions de metres cúbics anualment, cosa que ha reduït molt aquest mar. La situació geopolítica del mar, situada entre diferents països, no permet trobar un acord.
Finalment, el 2001 es va posar en marxa un projecte pel govern kazakh i el Banc Mundial mitjançant la construcció d'una presa que té com a objectiu augmentar el nivell de l'aigua i eliminar l'excés de sal (utilitzant vessaments) que generen danys als pobles dels voltants (Aralsk, Mouyak), per la qual cosa perjudica la fauna, la flora i el patrimoni cultural, per restaurar l'activitat pesquera i de peixos.

## Construcció

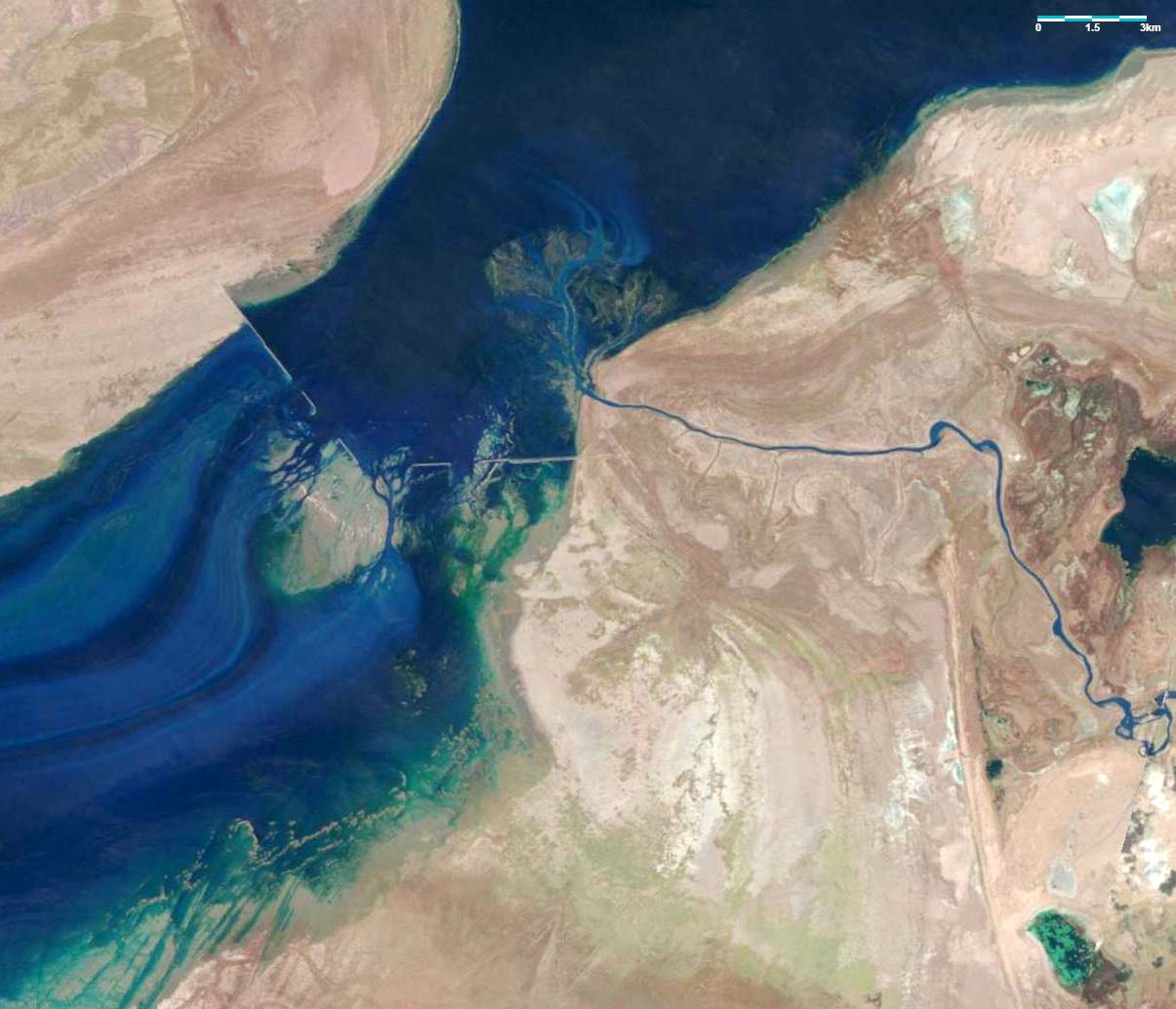
El trencament de la primera presa és visible en aquesta imatge de satèl·lit del 30 d'abril de 1999.

El dic de Kokaral està construït a la part nord de l'antic mar d'Aral, a l'est de l'antiga illa i després península de Kokaral. Per motius financers, com que el projecte només tenia finançament de 2,5 milions de dòlars, el dic es va construir per primera vegada amb sacs de sorra i canyes. Les obres van començar el 1995 i es va acabar el 1996. Tanmateix, va ser fràgil i va cedir en diversos quilòmetres durant les tempestes de primavera de l'abril de 1999. Tot i això, va permetre augmentar el nivell del mar en uns quants metres, atraient l'atenció dels donants.
La presa de formigó actual va ser finançada en gran part pel Banc Mundial, així com pel govern kazakh, amb un cost total de 85,8 milions de dòlars. L'estructura té una longitud de 13 o 14 km, la construcció va començar el 2003 i es va acabar a l'estiu del 2005. Té un sobreeixidor que permet que el desbordament d'aigua flueixi cap al Mar d'Aral Sud, especialment durant les tempestes. Des que va ser acabat s'han apreciat canvis notables com ara una suavització del clima local o la restauració de la fauna autòctona.

## Conseqüències
Des de la construcció de la presa, el nivell del mar ha augmentat i ha recuperat la meitat de la superfície. Les anàlisis van superar amb escreix la predicció que els efectes trigarien almenys tres anys a ser visibles, el mar va pujar tres metres en només set mesos, llavors l'alçada de l'aigua va augmentar de 30 m, el nivell abans de la construcció de la presa, a 38 el maig de 2006, després els 42 metres, l'alçada màxima de la presa, des del 2009. La presa va permetre que la població tornés gradualment i s'instal·lés en alguns pobles pesquers. La pesca s'ha reactivat, així com la venda de peix va reprendre, les captures s'han multiplicat per 6 en deu anys, superant les 7.000 tones el 2016, i 8.500 tones el 2019. El nivell de salinitat s'ha reduït de 30 a 8 grams per litre, el que permet el retorn d'una vintena d'espècies de peixos d'aigua dolça. Els joncs i les aus migratòries han tornat a les ribes del llac. El volum d'aigua ha passat de quinze a vint-i-set mil milions de metres cúbics. El mar, que s'havia retirat gairebé 100 quilòmetres al sud de la ciutat d'Aral, ara s'hi troba a 25 quilòmetres.

### Perspectives
S'ha instal·lat un dispositiu acústic per espantar als peixos, per evitar així que els peixos passin la presa i es perdin al Mar d'Aral Sud.
El president Nursultan Nazarbayev va presentar un projecte d'ampliació de 6 metres cosa que permetria que la indústria pesquera tornés al seu nivell anterior de la catàstrofe i la ciutat d'Aral tornés a ser de nou un port. Aquest projecte, estimat en 120 milions de dòlars (98 milions d'euros), seria finançat principalment per ingressos petroliers del Kazakhstan. Aquest projecte també inclou el desviament de la llera del Sirdarià, la construcció d'un pont i noves estructures per aprofitar l'energia hidroelèctrica. Les conseqüències esperades són una disminució de la salinitat i una duplicació o triplicació de la producció de peix. El projecte també preveu regar 63.000 ha de terres agrícoles i 250.000 ha de pastures. A més, 15.000 persones estaran protegides de les inundacions. Els treballs per al projecte abreujat com a "РРССАМ-2" haurien de començar el 2018. No obstant això, després dels retards en el finançament del Banc Mundial, el govern kazakh decideix a finals del 2019 iniciar el projecte amb els seus propis fons. El 2020, el treball no va començat. Es destaca la manca de cooperació entre Kazakhstan i Uzbekistan. La pandèmia de COVID-19 i la crisi econòmica també estan involucrades. El ràpid desglaç de les glaceres a causa de l'escalfament global i el col·lapse d'una presa mal construïda a Sardoba suscita preocupació per la manca de manteniment del dic de Kokaral.
Un altre projecte seria la construcció d'un dic més amunt, a la badia de Saryshyganak, al voltant de la ciutat d'Aral, per permetre que l'aigua arribi a la ciutat.
Aigües avall del mar, cap al sud, l'evaporació excessiva i l'entrada d'aigua insuficient no permeten el manteniment d'un cos d'aigua obert. Les autoritats kazakhs afavoreixen l'establiment d'una zona pantanosa, amb cursos d'aigua, canyissars i zones inundables.